# هاشالو هونديسا
هاشالو هونديسا (الأمهرية: ሀጫሉ ሁንዴሳ) (مواليد 1985 - 29 يونيو 2020)، كان مغنيًا إثيوبيًا وكاتب أغاني وسجين سياسي.

## النشأة
ولد هاشالو هونديسا في أمبو، إثيوبيا لغوداتو هورا وهونديسا بونسا. عائلته من شعب أورومو وكبر وهو يغني في النوادي المدرسية وكذلك عندما كان يرعى الماشية.
في عام 2003، كان هونديسا يبلغ من العمر 17 عامًا وما زال في المدرسة الثانوية عندما تم القبض عليه بسبب مشاركته في الاحتجاجات وحكم عليه بالسجن. تم سجنه في Karchale Ambo لمدة خمس سنوات وأفرج عنه في عام 2008.

## المشوار المهني الموسيقي
قام هونديسا بتأليف الألحان وكتب معظم كلمات ألبومه الأول أثناء وجوده في السجن. لقد أصدر Sanyii Mootii في عام 2009. وفي عام 2013 قام بجولة في الولايات المتحدة وأصدر ألبومه الثاني، Waa'ee Keenyaa الذي كان الألبوم الموسيقي الأفريقي رقم 1 في أمازون.
وحدت أغاني احتجاج هونديسا شعب أورومو، وشجعتهم على مقاومة الظلم. ارتبطت أغانيه ارتباطًا وثيقًا بالمقاومة المناهضة للحكومة التي بدأت في 2015 واحتجاجات إثيوبيا 2016. إن أغنيته «مالان جيرا» («ما هو لي») تتعلق بنزوح سكان أورومو من أديس أبابا. وبعد أشهر من إطلاق الأغنية في يونيو 2015، وقعت احتجاجات معارضة لخطة أديس أبابا الرئيسية في جميع أنحاء منطقة أوروميا. أصبحت الأغنية نشيدًا للمتظاهرين وأصبحت واحدة من مقاطع الفيديو الموسيقية الأكثر مشاهدة في أورومو.
في ديسمبر 2017، غنى هونديسا في حفلة موسيقية ضخمة في أديس أبابا وجمع الأموال لـ700،000 أورومي شردوا بسبب العنف العرقي. تم بث الحفل مباشرة بواسطة شبكة بث أوروميا.
استحوذت أغاني هونديسا على آمال وإحباطات أورومو. ووفقًا للمحاضر أول أولو، «كان هاشالو الموسيقى التصويرية لثورة أورومو، وعبقري غنائي وناشط جسد آمال وتطلعات جمهور أورومو».

## الاغتيال
تم إطلاق النار على هونديسا أثناء القيادة مساء يوم 29 يونيو 2020 في منطقة Gelan Condominiums في أديس أبابا. تم نقله إلى مستشفى تيرونيش بكين العام، حيث توفي متأثرًا بجراحه. تجمع آلاف المشيعين في المستشفى، حيث استخدمت الشرطة الغاز المسيل للدموع لتفريق الحشود، كما أشعل الناس النار في الإطارات. وبينما أصر المتظاهرون على أنه يجب دفنه في أديس أبابا، تم نقل جثمانه جواً إلى أمبو. ألقت الشرطة القبض على العديد من المشتبه بهم فيما يتعلق بعملية القتل.
أثار موت هونديسا احتجاجات في جميع أنحاء منطقة أوروميا. لقد قُتل تسعة متظاهرين في مظاهرات في أداما وجرح 75 آخرون. قُتل شخصان بالرصاص في شيرو. أسقط المتظاهرون في هرر تمثال الأمير ماكونين وولدي ميكائيل. وفي الساعة 9 من صباح اليوم التالي، تم قطع الإنترنت عن معظم إثيوبيا، وهو إجراء اتخذته الحكومة سابقًا أثناء الاضطرابات والانتخابات. أعرب رئيس الوزراء آبي أحمد عن تعازيه لعائلة هونديسا، داعيًا إلى الهدوء وسط تزايد الاضطرابات بشأن تأجيل الانتخابات بسبب وباء كوفيد-19. رد قطب الإعلام جوار محمد على وفاة هونديسا على فيسبوك قائلاً «إنهم لم يقتلوا هاشالو فقط. أطلقوا النار مرة أخرى على قلب أمة أورومو ! ! ... يمكنك أن تقتلنا جميعًا، ولا يمكنك أبدًا إيقافنا! ! أبدا ! !»
أفاد هونديسا بتلقيه تهديدات بالقتل، وفي الأسبوع السابق لوفاته، أجرى مقابلة مع شبكة أوروميا الإعلامية.
في 30 يونيو 2020، ألقت الشرطة الاتحادية الإثيوبية القبض على جوار محمد بعد حادث بين حراسه والشرطة أدى إلى مقتل ضابط شرطة. وقع الحادث عندما اعترض جوار وحراسه نقل رفات تعود إلى هاشالو هونديسا إلى بلدته أمبو، التي تقع على بعد 100 كم غرب أديس أبابا. أراد جوار إقامة الجنازة في أديس أبابا، في حين أراد والدا هاشالو وزوجته أن يدفناه في أمبو. تم القبض على 35 شخصًا، من بينهم جوار، مع ثمانية بنادق كلاشينكوف وخمس مسدسات وتسعة أجهزة إرسال راديو.
بعد أن أشعل مقتل هونديسا أعمال عنف عبر أديس أبابا ومدن إثيوبية أخرى، ألمح آبي، دون وجود مشتبه به واضح أو دوافع واضحة للقتل، إلى أن هونديسا ربما قد قتل من قبل قوى خارجية مصممة لإثارة المشاكل. رد دبلوماسي مصري بالقول إن مصر «لا علاقة لها بالتوترات الحالية في إثيوبيا». كتب إيان بريمر في مقال بمجلة تايم أن رئيس الوزراء آبي «ربما يبحث فقط عن كبش فداء يمكن أن يوحد الإثيوبيين ضد عدو مشترك محتمل».